# Mercyful Fate
I Mercyful Fate sono un gruppo musicale heavy metal danese fondato nei primi anni ottanta.

## Storia del gruppo
La storia della band inizia quando Kim Bendix Petersen, cantante dei "Black Rose" conosciuto nell'ambiente con lo pseudonimo di King Diamond, si unisce ai "Brats", gruppo nel quale militano Hank Sherman, Michael Denner (chitarre) e Timi Hansen (basso) ai quali si aggiunge successivamente Kim Ruzz alla batteria. A questo punto, la band decide di cambiare nome in "Mercyful Fate".
Il gruppo registra due demo e viene notato dall'etichetta inglese Enbony Records che chiede loro due canzoni da inserire nella compilation Metallic Storm. Il primo vero contratto viene offerto ai Mercyful Fate dalla label olandese Rave-On Records, per la quale il combo danese registra in soli tre giorni l'EP Mercyful Fate uscito nel 1982.
L'anno successivo la band firma un contratto con la Roadrunner Records e regista il primo full-length Melissa, uscito nel 1983. L'album ottiene un ottimo successo sia di critica che di pubblico. Il sound della band è caratterizzato dalla voce acutissima in falsetto di King Diamond contrapposta alle atmosfere sulfuree, oscure e dai testi satanisti. Il nome dell'album viene dal teschio che la band porta sempre con sé nei live show e i testi narrano la storia di una strega.
Già nel primo mini-LP sono presenti in forma embrionale le caratteristiche stilistiche di questa band: la forma musicale è un heavy metal classico in stile Judas Priest e Iron Maiden, combinato con i primi elementi di quello che poi sarà il black metal. I Mercyful Fate sfoggiano una tecnica musicale ineccepibile, sorretta dalla coppia di chitarristi Hank Shermann e Michael Denner capaci di assoli veloci e melodici. Parecchi cambi di tempo rendono le canzoni molto complicate e dinamiche ma le atmosfere rimangono oscure e tetre. La figura del leader è fondamentale per capire la straordinaria diversità di questo gruppo: da sempre ispirato dal sommo maestro Alice Cooper, King Diamond ne rielabora la teatralità esasperandone il face paint e portandolo alquanto simile a quello di Gene Simmons. Il trucco di King Diamond sono due ali di pipistrello nere agli occhi sul volto bianco di cerone e una croce rovesciata sulla fronte. Questo simbolo molto blasfemo indica chiaramente le convinzioni filosofiche e religiose del danese, ispirato dalle dottrine di Aleister Crowley. Completano il look di questo controverso personaggio vistosi orecchini a croce rovesciata, l'asta del microfono fatta di due ossa incrociate, giubbotto "chiodo" senza maniche e cintura a cartucciera.
La passione di King Diamond per Judas Priest e Alice Cooper è evidente negli stili di voce usati: il falsetto è un'esasperazione degli acuti di Rob Halford mentre il cantato distorto ricorda parecchio Alice.
Nel 1984 esce Don't Break the Oath: l'album è da più parti considerato il capolavoro della band che ripropone lo stile della precedente uscita integrandolo con una maggiore perizia tecnica, atmosfere oscure ulteriormente accentuate e una maggiore lunghezza generale del disco.
Dopo questa uscita i rapporti all'interno della band cominciano a incrinarsi poiché King Diamond vuole continuare sulla strada dello stile oscuro che tanto ha dato al gruppo, mentre Hank Sherman vuole una svolta maggiormente commerciale sullo stile dell'hair metal. Date le insolubili divergenze fra i due nel dicembre 1984 la band si scioglie.
Così Hank Sherman si dedicherà al suo progetto, i Fate, mentre King Diamond, seguito da Michael Denner e Timi Hansen, darà vita al suo fortunatissimo progetto solista.
La storia dei Mercyful Fate però non è finita: infatti nel 1992 King Diamond è in rotta di collisione con la sua casa discografica, la Roadrunner Records. Egli infatti ritiene che la casa non si impegni a sufficienza nella promozione dei dischi e decide così di interrompere i rapporti con essa. Rimasto senza contratto, il cantante decide di riunire la vecchia band, che si riforma con i membri originali con l'esclusione di Ruzz, che nel frattempo ha abbandonato le scene musicali, sostituito da Morten Nielsen.
La band pubblica così nel 1993 In the Shadows. L'album vede come ospite alla batteria nella canzone "Return of the Vampire" Lars Ulrich dei Metallica, grande fan della band. Subito dopo questa uscita lasceranno la formazione sia Timi Hansen che Morten Nielsen, sostituiti rispettivamente da Sharlee D'Angelo e da Snowy Shaw.
Con questa nuova formazione esce nel 1994 Time: alla fine di quest'anno se ne va Snowy Shaw, sostituito da Bjarne T. Holm. Due anni più tardi esce Into the Unknown, seguito nel 1998 da Dead Again e nel 1999 da 9.

## Formazione

### Attuale
- King Diamond – voce (1981-1985, 1993-1999, 2008, 2011, 2019-presente)
- Hank Shermann – chitarra (1981-1985, 1993-1999, 2008, 2011, 2019-presente)
- Bjarne T. Holm – batteria (1994-1999, 2008, 2019-presente)
- Mike Wead – chitarra (1996-1999, 2019-presente)
- Becky Baldwin – basso (2024-presente)

### Ex componenti
- Timi "Grabber" Hansen – basso (1981-1985, 1993-1994, 2008, 2011, 2019)
- Ole Beich – basso (1981)
- "Old" Nick Smith – batteria (1981)
- Ole Frausing – batteria (1981)
- Kim Ruzz – batteria (1981-1985)
- Jan Musen – batteria (1981)
- Benny Petersen – chitarra (1981-1982)
- Carsten Van der Volsing – chitarra (1981)
- Michael Denner – chitarra (1981, 1982-1985, 1993-1996, 2008, 2011)
- Snowy Shaw – batteria (1993-1994)
- Morten Nielsen – batteria (1993)
- Sharlee D'Angelo – basso (1994-1999)

## Discografia

### Album in studio
- 1983 - Melissa
- 1984 - Don't Break the Oath
- 1993 - In the Shadows
- 1994 - Time
- 1996 - Into the Unknown
- 1998 - Dead Again
- 1999 - 9

### EP
- 1982 - Mercyful Fate
- 1994 - The Bell Witch

### Raccolte
- 1987 - The Beginning
- 1992 - Return of the Vampire
- 1992 - A Dangerous Meeting (A nome King Diamond)
- 2003 - The Best of Mercyful Fate

### Singoli
- 1983 - Black Masses
- 1993 - Egypt
- 2009 - Evil